# Ernst-Thälmann-Park
Die Siedlung Ernst-Thälmann-Park ist eine unter Denkmalschutz stehende Wohn- und Parkanlage in Berlin im Ortsteil Prenzlauer Berg des Bezirks Pankow mit einer Gesamtfläche von 25 Hektar, wovon 16 ha auf die reinen Park- und Grünflächen entfallen. Auf dem Gelände der Plattenbausiedlung befand sich vormals ein städtisches Gaswerk.

## Lage

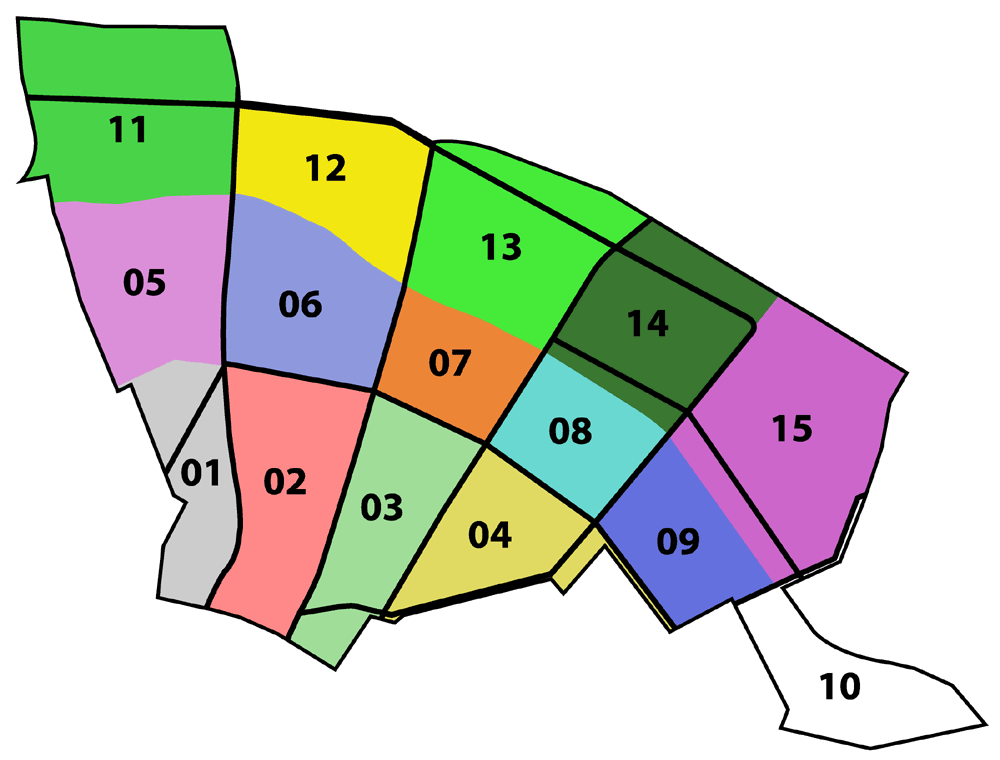
Kieze des Ortsteils Prenzlauer Berg: Der Ernst-Thälmann-Park ist orange mit der Nummer 07 dargestellt.

Der Park wird im Westen durch die Prenzlauer Allee und im Osten durch die Greifswalder Straße begrenzt und die Nord-Süd-Ausdehnung reicht von der S-Bahn-Trasse (Ringbahn) zur Danziger Straße. Benachbarte Wohnquartiere sind das Gebiet Ostseeplatz/Grellstraße im Norden, die Grüne Stadt um den Anton-Saefkow-Park im Osten, das Winsviertel im Süden und der Helmholtzkiez im Westen.

## Öffentliche Anbindung
Der Park ist mit der S-Bahn (Ringbahn) über die Bahnhöfe Prenzlauer Allee bzw. Greifswalder Straße erreichbar oder mittels Straßenbahn über die Strecken M2, M4 und M10.

## Geschichte, Gebäude und Skulpturen

### IV. Berliner Gasanstalt
Auf dem Gelände des heutigen Ernst-Thälmann-Parks befand sich von 1873 bis 1981 die IV. Berliner Gasanstalt; eines von 33 Berliner Gaswerken. Mit einer technischen Nutzungsdauer von 108 Jahren wies es die längste Betriebsdauer eines Gaswerkes in Berlin auf. Das hier durch Steinkohlendestillation hergestellte Leuchtgas diente der Versorgung der Berliner Gaslaternen. Mit dem wachsenden Gasbedarf für Gewerbe- und Wohneinheiten stellte das Werk ab 1908 auch Wassergas (eine Mischung aus Kohlenmonoxid und Wasserstoff), ab 1913 Generatorgas (Herstellung durch unvollständige Verbrennung von Koks) und ab 1915 Benzol her. Ab 1889 erfolgte auf dem Gelände der Bau von Gasometern mit einem Durchmesser von 65 Metern. Die Wassertiefe in den Behältern belief sich auf 11,2 Meter und die dreiteiligen Glocken hatten ein Fassungsvermögen von 81.000 bzw. 91.000 Kubikmeter. Obwohl die bei der Gaserzeugung anfallenden Nebenprodukte wie Cyanide, Phenole, Schwefelwasserstoff, Teer, Naphthalin und Ammoniak im dicht besiedelten Wohnumfeld ein erhebliches Umweltproblem darstellten, wurden die weithin sichtbaren Gasometer zu einem Wahrzeichen des Bezirks Prenzlauer Berg.
Bereits 1933 wurden Überlegungen laut, das Gaswerk stillzulegen und auf dem Areal einen Park anzulegen. Diese Pläne wurden 1937 in die Gesamtplanung der „baulichen Ausgestaltung der Reichshauptstadt“ integriert. Zunächst wurde innerhalb von zwei Jahren unter Einbeziehung des Reichsarbeitsdienstes ein kleiner Park an der Danziger Straße realisiert, der 1939 eingeweiht wurde. Weiterhin waren bereits ein Land- und Wassersportplatz, Fest- und Sporthallen, Gaststätten und eine Konzerthalle geplant. Hierbei war auch eine Umnutzung der drei Gasometer als Wasserbecken angedacht. Mit Kriegsbeginn wurden alle Arbeiten eingestellt. Nach Beseitigung der Kriegsschäden nahm das Gaswerk im März 1946 seine Produktion für weitere 35 Jahre auf.

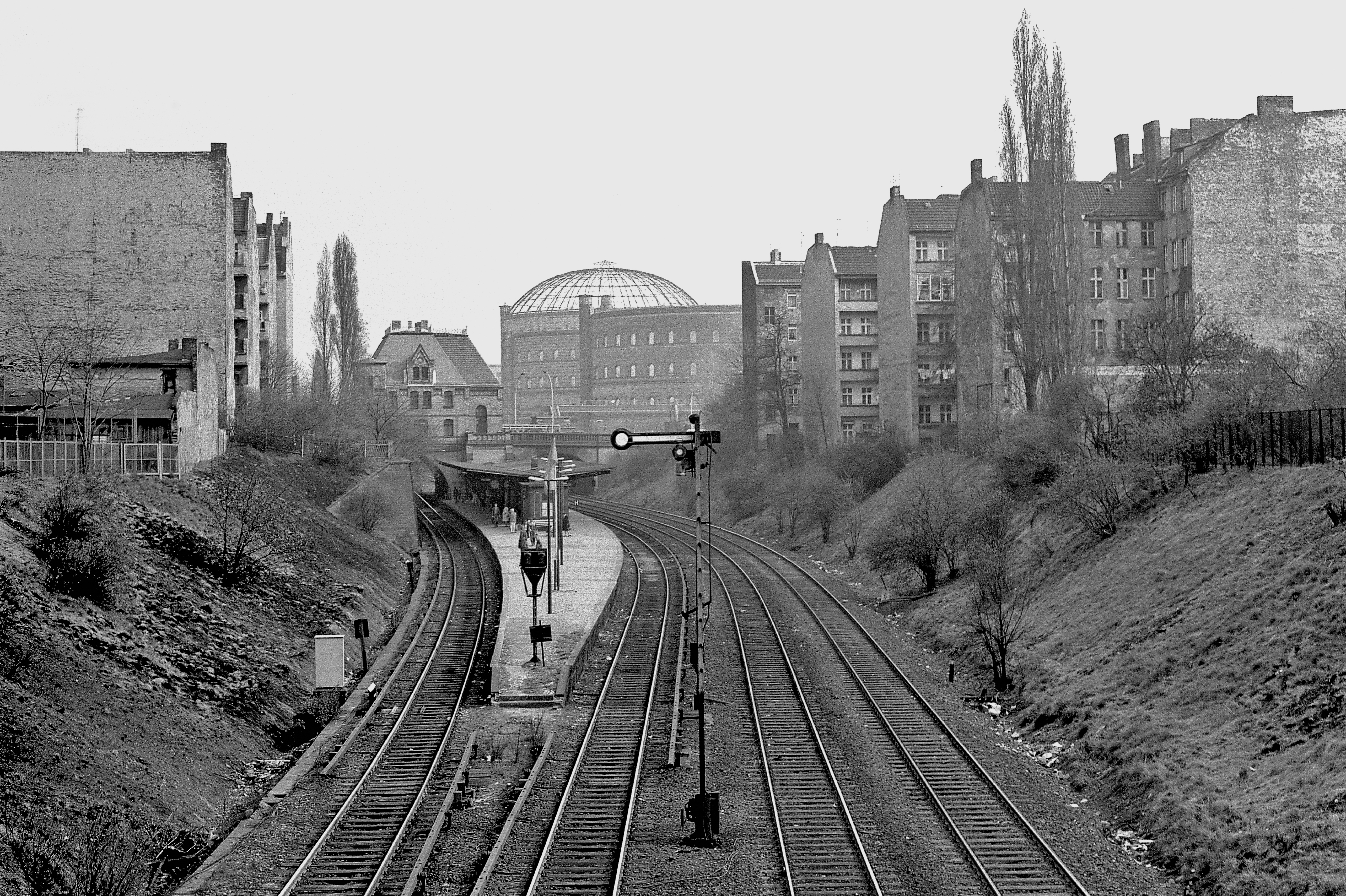
Bahnhof Prenzlauer Allee 1982. Die Gasometer an der Berliner Ringbahn zwischen den Stationen Prenzlauer Allee und Greifswalder Straße mussten dem Thälmann-Park weichen.

 Um die Umweltbelastung etwas zu verringern, dichteten Arbeiter im Jahr 1978 die Decke des Horizontalkammerofens neu ab.
Nach der Einstellung der Gasproduktion im Jahr 1981 wurde das Gaswerk abgerissen. Die beabsichtigte Sprengung der Gasometer stieß auf Widerstand bei Bewohnern des Bezirks Prenzlauer Berg, dem sich Angehörige der Kunst- und Kulturszene sowie der entstehenden Umwelt- und Friedensbewegung anschlossen. Im Vorfeld der letzten Sprengung am 28. Juli 1984 machte sich in Ost-Berlin in vielfach sichtbaren Protestformen erstmals ein öffentlicher Widerspruch aus der Bevölkerung gegen die staatliche Stadtplanung und damit verbundene Abrissvorhaben bemerkbar. Er blieb erfolglos. Bei den Abrissarbeiten und der Erschließung war das 22. Pionierbaubataillon der NVA beteiligt.

### Planungen für einen Park

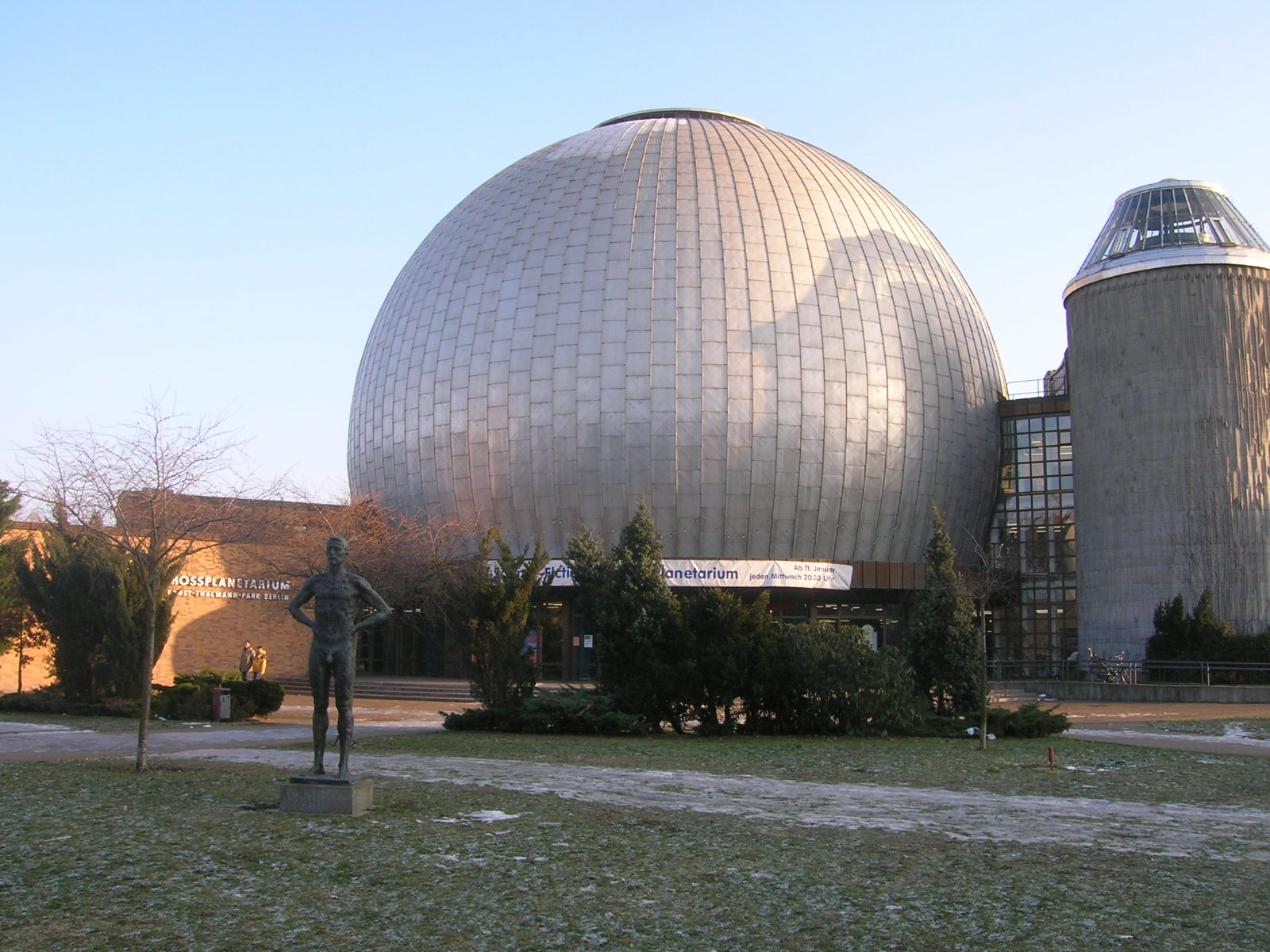
Zeiss-Großplanetarium östlich der Prenzlauer Allee

Die Umgestaltung zum „bewohnten Park“ mit Wohn- und Einkaufsmöglichkeiten war bislang einzigartig und war ein Prestigeobjekt der DDR für die 750-Jahr-Feier Berlins im Jahr 1987. Der Bau des Parks wurde im September 1976 im ZK der SED vorgeschlagen und im April 1981 auf dem X. Parteitag der SED beschlossen. Ursprünglich wurde an einen großzügigen „Freizeit-, Spiel- und Erholungspark“ gedacht, mit Badelandschaften und einem Riesenrad.

### Der Bau des Parks, Gebäude

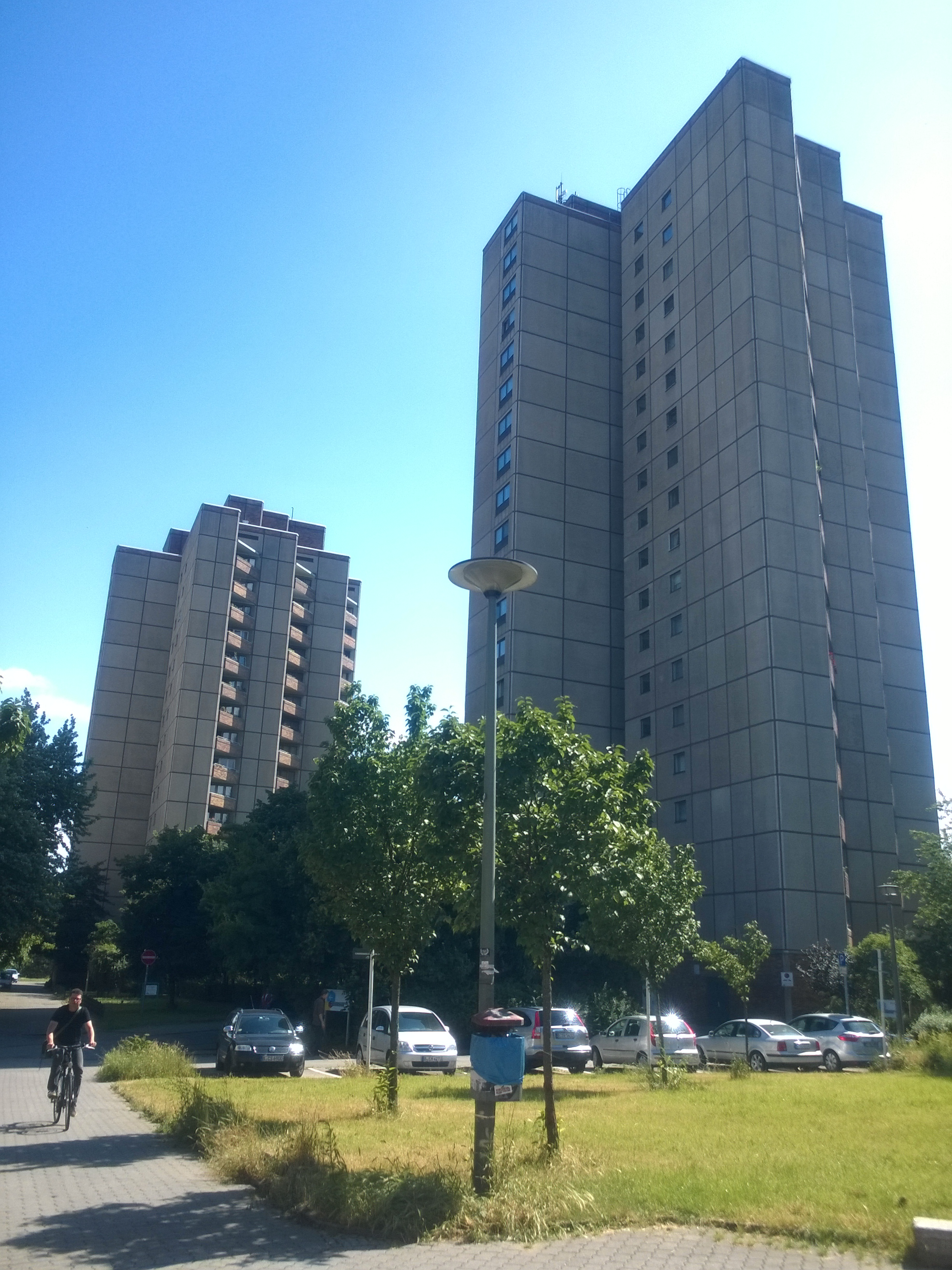
Hochhäuser

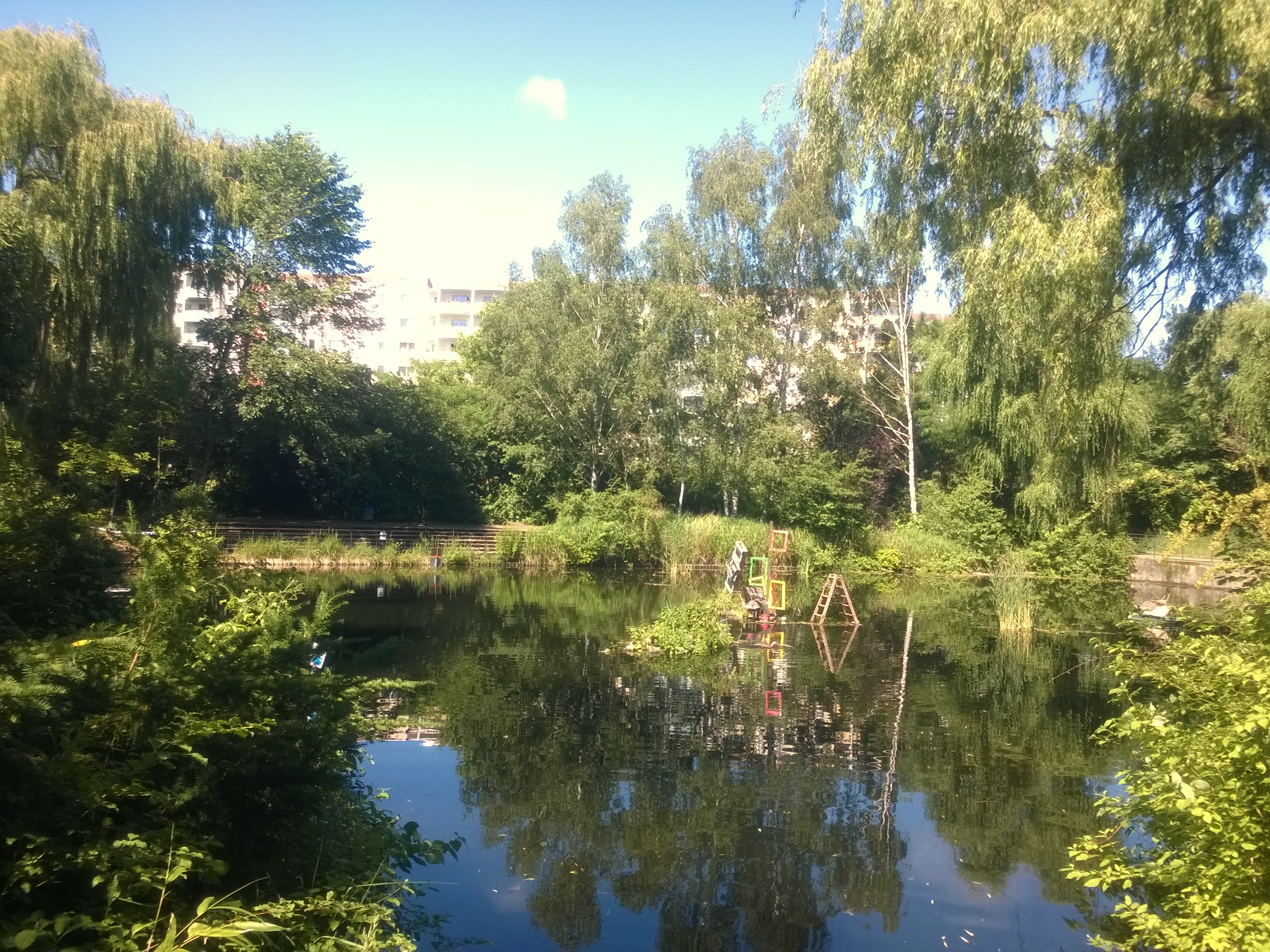
Künstlicher See

In nur drei Jahren wurden von 1983 bis 1986 unter Leitung des Architekten Erhardt Gißke und der Arbeit von über 1300 Bauarbeitern 1332 Wohnungen für 4000 Bewohner und das Zeiss-Großplanetarium gebaut. Es wurde je Bewohner ein Baum gepflanzt, Parkflächen, eine Denkmalanlage und ein künstlicher Teich angelegt. Die Anlage wurde zum 100. Geburtstag von Ernst Thälmann am 16. April 1986 eingeweiht.
Generalprojektant und federführender Architekt für den Gesamtkomplex mit Wohnungen, Kindertagesstätte, Geschäften, Schwimmhalle und Parkanlage war Helmut Stingl. „Stingl, Jahrgang 1928 und damit eine Generation nach Henselmann geboren, wollte es anders machen als der Sahnehäubchen-Architekt. Die sozialistische Gesellschaft sollte, bevor sie sich brüstete mit kaum bezahlbarem Pomp, zuerst einmal die Wohnungsnot lindern. Er wollte ökonomisch kalkuliert bauen, es ging ihm dabei gar nicht um den Stil des Bauhauses, sondern um die innere Weisheit dieser Schule“, wie es die Architekturgeschichtlerin Simone Hain sagt. Gerade dieses Argument aber, Neubauwohnungen für die Arbeiter und Bauern überhaupt erst einmal bezahlen zu können, wendete sich später gegen ihn und seine Ideen.
Das Wohngebiet Ernst-Thälmann-Park in Prenzlauer Berg, das er von 1983 bis 1986 als Generalprojektant baute, war der Beweis dafür und gilt nicht nur deshalb als respektable städtebauliche Leistung, weil hier zum ersten Mal in der DDR eine Großsiedlung nicht an den Stadtrand verbannt, sondern in die Innenstadt geholt worden war. Die Häuser standen nicht mehr streng in Reihe. Sie bildeten Gruppen, schwangen sich locker um Plätze und Parks. Die Rechnungsprüfer überzeugte Stingl damit, dass die Wohndichte dort dennoch so hoch war wie in Gründerzeitvierteln. Stingls flexible Platte passte in enge Innenstädte und war die Voraussetzung für den Übergang vom Großsiedlungsneubau zum kleinteiligen Bauen.

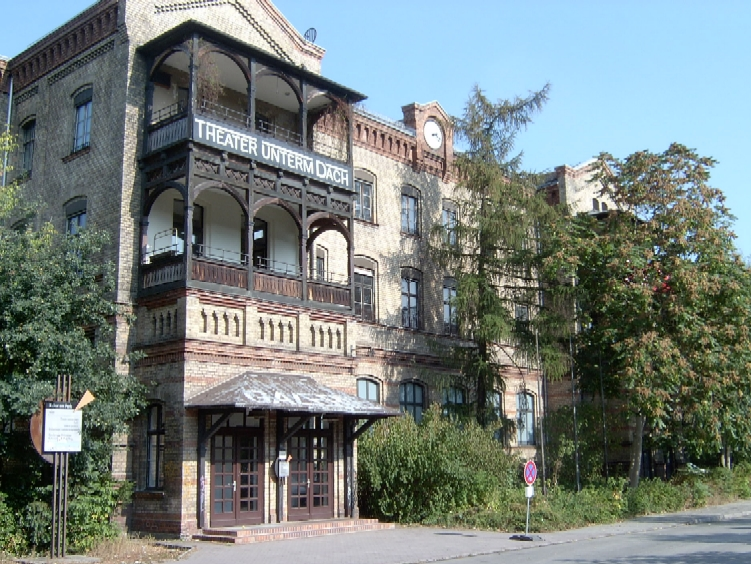
Galerie Parterre und das Theater unterm Dach

Der Park wurde von Beginn an in der Verbindung zwischen Wohnen, kulturellen Einrichtungen und Natur geplant und angelegt. Neben den Plattenbauten an der Greifswalder Straße befinden sich im Park eine Schule, soziale Einrichtungen, eine Schwimmhalle, mehrere Gaststätten und das 1987 eingeweihte Zeiss-Großplanetarium an der Prenzlauer Allee. Bei den Wohnhäusern handelt es sich um achtgeschossige Plattenbauten der Reihe WBS 70, denen eigens für den Ernst-Thälmann-Park entwickelte zwölf-, fünfzehn- und achtzehngeschossige Hochhäuser vorgelagert wurden. Die bunten Mosaikfiguren auf dem Sternenspielplatz hinter dem Planetarium wurden von der Künstlerin Steffi Bluhm zusammen mit Kindern im Rahmen eines Wettbewerbes der Kinderzeitschrift FRÖSI entwickelt. Im Gebäude des Theater unterm Dach an der Danziger Straße hatte die Verwaltung des Gaswerkes ihren Sitz. Es beherbergt nun neben dem Theater das Kulturamt und eine Galerie. In dem angebauten Veranstaltungshaus WABE finden Konzerte und andere kulturelle Veranstaltungen statt. Vor dem Eingang der Wabe steht die Figur Junge aus der Marienburger Straße der Bildhauerin Sabina Grzimek.

### 1990er Jahre

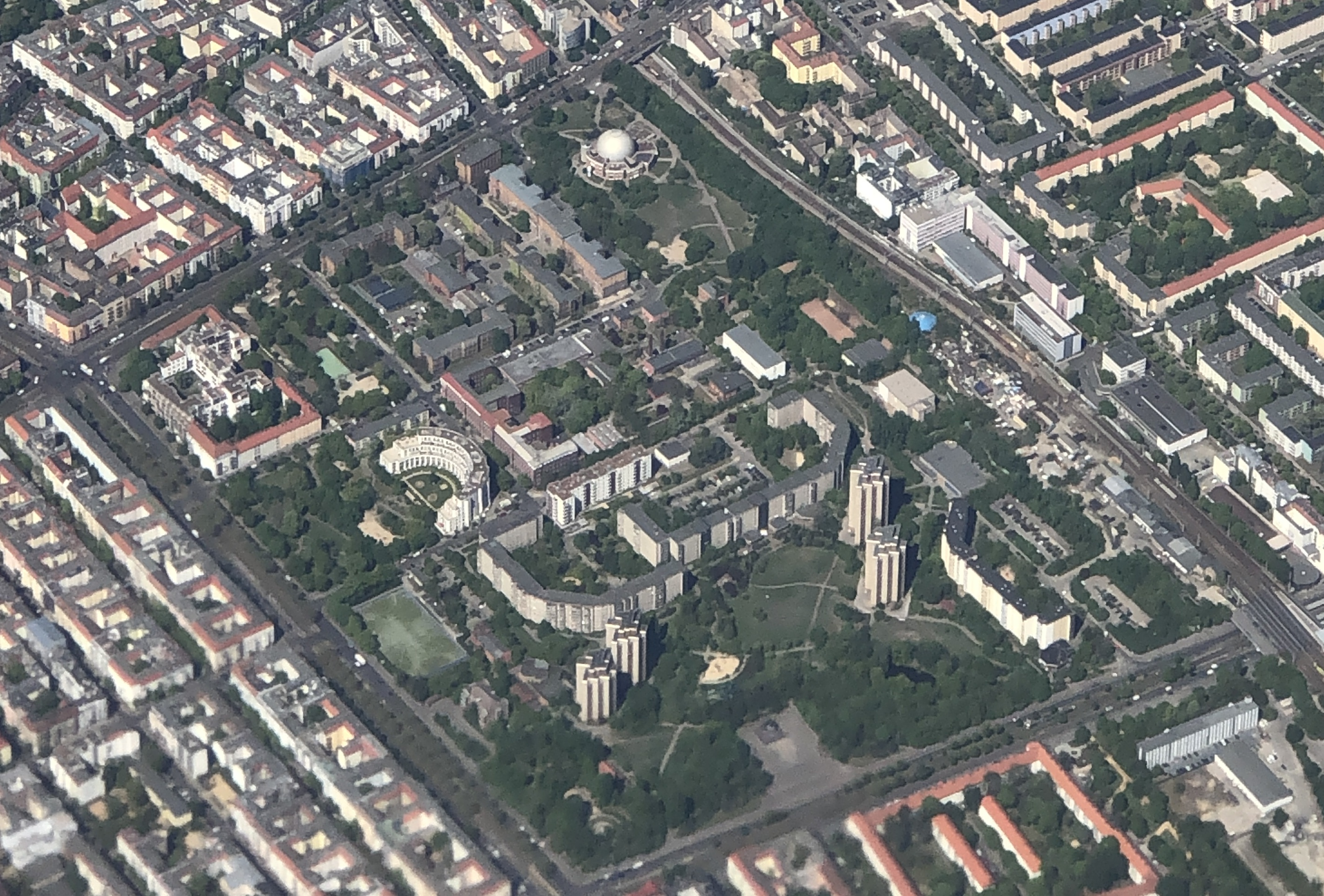
Ernst-Thälmann-Park aus der Luft im Jahr 2019

Anfang der 1990er Jahre beklagten sich Anwohner über Geruchsbelästigungen. Obwohl der Boden nach Abriss des Gaswerks ausgetauscht worden war, waren Altlasten verblieben. Eine Messung des Grundwassers ergab eine Belastung durch Cyanide und Phenole. Zudem wurden beim Abriss der Anlagen Teerbehälter im Boden belassen. Diese wurden umgehend entsorgt und mehrfach wurden Bodensanierungen vorgenommen. 2004 wurde eine biologische Reinigungsanlage in Betrieb genommen, die sich im östlichen Teil des Parks befindet. Die Anlage pumpt aus 30 Metern Tiefe pro Stunde 15 Kubikmeter Grundwasser in einen Behälter, in dem zunächst feste Stoffe abgeschieden werden. In einer zweiten Stufe läuft das mit Sauerstoff angereicherte Wasser über zwei Kiesfilter und wird anschließend in vier Bioreaktoren gepumpt. Die darin befindlichen Mikroorganismen bauen organische Schadstoffe ab, als Endprodukt verbleiben Kohlendioxid und Wasser. Das so gereinigte Wasser wird durch die Anlage wieder in die Erde gepumpt.
1992 kam es zum ersten Neonazi-Aufmarsch nach dem Mauerfall an einem 1. Mai direkt vor dem Thälmann Denkmal. Aufgerufen hatte die FAP. 100 Neonazi kamen und wurden von BGS-Einheiten geschützt. Gegendemonstranten griffen die Neonazis mit Wurfgeschossen an und vertrieben sie. Vom BGS begleitet flohen sie in die S-Bahn.
Vor dem Planetarium wurde 1996 die Skulptur Sportler der Bildhauerin Margret Middell platziert. Nicht weit davon steht die Sonnenuhr des Bildhauers Joachim Liebscher. Im Garten der Gaststätte „Zur alten Gaslaterne“ steht die Figurengruppe Berliner Typen des Künstlers Johannes Harbort.
1997 sprach sich eine Mehrheit der Bewohner bei einer Umfrage des Bezirksamtes Prenzlauer Berg für eine Beibehaltung des Namens Ernst-Thälmann-Park aus.

### Entwicklung seit dem Jahr 2000

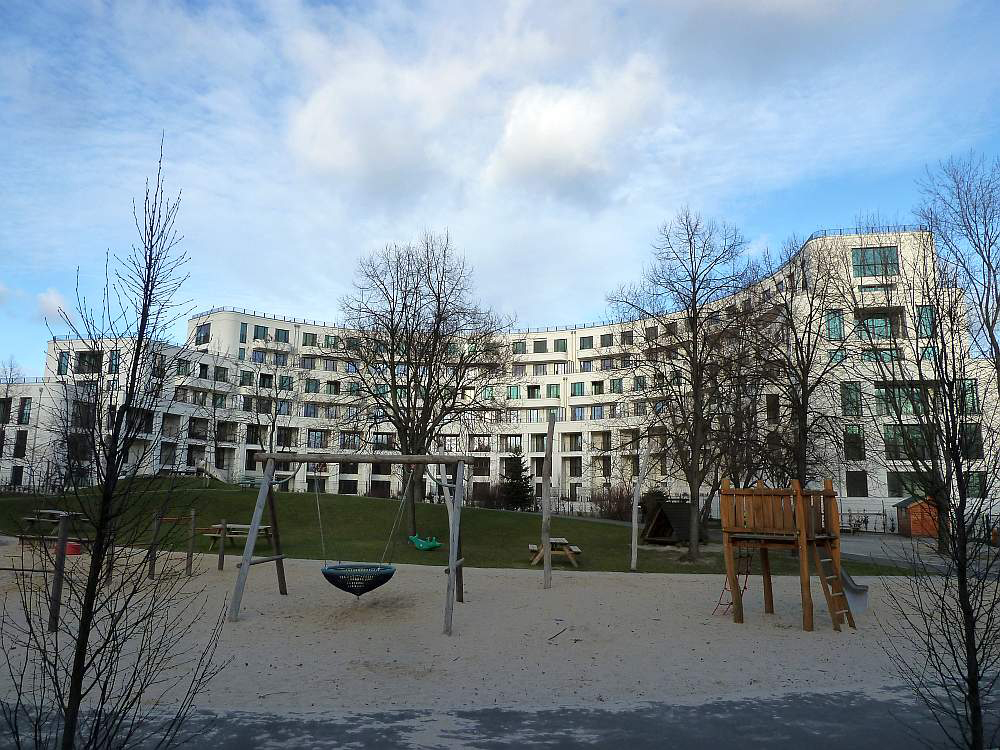
Nachverdichtung im Thälmann-Park: Wohnanlage Prenzlauer Bogen

Nach der Jahrtausendwende verstärkte sich das Interesse von Investoren am Areal des Thälmann-Parks. Trotz des schlechten Images von Plattenbauten entstand bis 2011 auf einer vorher von der Stadtreinigung genutzten Fläche eine Wohnanlage mit Eigentums- und Mietwohnungen. Im gleichen Jahr wurde das Grundstück im Rahmen einer Ausschreibung der DB AG abgekauft. Käufer war ein privater Investor. 2013 wurden auf einem nahe gelegenen Grundstück der Berliner Gaswerke weitere Eigentumswohnungen errichtet. Für den ehemaligen Güterbahnhof Greifswalder Straße gibt es ebenfalls Absichtserklärungen von Bauträgern. Kritiker befürchten durch die Neubauten eine Verdrängung der angestammten Wohnbevölkerung. Deshalb sollte im Auftrag des Bezirkes Pankow ein Gesamtkonzept zur Nachverdichtung des Thälmann-Parks erarbeitet werden.
Im Februar 2014 stellte die Senatsverwaltung für Stadtentwicklung den Ernst-Thälmann-Park wegen der „herausragende[n] Bedeutung“, die ihm innerhalb der Stadtbaugeschichte Berlins zukomme, unter Denkmalschutz. Das Ensemble bringe in hohem Maß die städtebauliche, architektonische und politische Dimension des Wohnungsbaus der 1980er Jahre in Übereinstimmung und „besitzt dank seines bauzeitlichen Erhaltungszustandes eine inzwischen einzigartige Aussagekraft über die Wohnbedingungen in einer sozialistischen Mustersiedlung der späten DDR.“
2014 und 2015 wurde mit dem Stadtplanungsamt und dem Senat vereinbart, dass das Areal mit weiteren 400 neuen Wohnungen (davon nur ca. 150 preisgünstige Mietwohnungen) bebaut werden solle. Die Bürgerinitiative Thälmannpark verhinderte dies und forderte einen Neubeginn der Stadt- und Bauplanungen, was vor allem auf den nicht ausreichenden Platz zur Realisierung der sozialen Infrastruktur wie Sport- und Spielflächen, einem Jugendzentrum, Kindertagesstätte oder Schulen zurückzuführen war. Sollte auf dem Gelände doch Bautätigkeit einsetzen, müsse ein Bebauungsplan erstellt und verabschiedet werden, schrieb die Prenzlberger Stimme Ende 2017. Im Rahmen der Erweiterung der Grundschule am Planetarium wurde 2019 ein Aufstellungsbeschluss des Bezirksamts Pankow zu einem Bebauungsplan gefasst.

### Ernst-Thälmann-Denkmal
Das 1981 bis 1986 geschaffene Werk des sowjetischen Bildhauers Lew Kerbel ist eine 50 Tonnen schwere Kolossalbüste Thälmanns, die ihn mit erhobener Faust vor einer Arbeiterfahne zeigt. Nach der politischen Wende gab es wiederholt Diskussionen über einen möglichen Abriss, jedoch wurde mit dem vergebenen Denkmalschutz im Jahr 2014 eine Richtungsentscheidung für den Erhalt des Monuments getroffen.

## Der Park in den Medien
Aus Anlass der 750-Jahr-Feier Berlins im Jahr 1987 würdigte die DDR die neu entstandene Wohn- und Parkanlage durch Ausgabe eines Briefmarkenblocks.
Ein Dokumentarfilm aus dem Jahr 1986 im Auftrag des Fernsehfunks der DDR zeigt die Entstehung des Parks in seiner dreijährigen Bauzeit. Dieses Filmdokument begleitet sowohl die Baubrigaden als auch einzelne Neubewohner der Wohngebäude, die Sprengung der Gasometer kommt dagegen nur am Rande vor. Der Film trägt den Titel 1055 – Ernst-Thälmann-Park. Während der Ausstellung Jetzt wird’s ernst im Ernst-Thälmann-Park im Museum Pankow (4. Juli 2014 bis 19. Januar 2015) wurde er wiederholt vorgeführt.
Einen weiteren Dokumentarfilm Wildwest im Thälmannpark. Kampf um den Kiez aus dem Jahr 2014, strahlte die Rundfunkanstalt rbb am 29. April 2014 erstmals aus. Der 44-minütige Film entstand nach Drehbuch und unter Regie von Katrin Rothe. und zeigt den Kampf um den Kiez 2014, den Architekten Manfred Zumpe mit seinen originalen Entwürfen zum Park sowie historische Aufnahmen.